# Języki Filipin
Języki Filipin – silnie zróżnicowane języki używane na terytorium Filipin. Szacuje się, że w tym zróżnicowanym etnolingwistycznie kraju występuje 90–150 języków, często wzajemnie niezrozumiałych. Trudności w ustaleniu dokładnej liczby języków wynikają z nieostrej różnicy między dialektem a odrębnym językiem.
Funkcję języka urzędowego kraju pełni tagalski, oficjalnie zwany filipińskim, ze standardem literackim na bazie alfabetu łacińskiego. Szacuje się, że językiem tym włada ponad 90% mieszkańców Filipin, przy czym służy on zarówno jako język ojczysty, jak i język drugi. W stosunkowo powszechnym użyciu jest także język angielski, który funkcjonuje jako drugi język urzędowy.
Prawie wszystkie języki archipelagu należą do wielkiej rodziny austronezyjskiej, która swoim zasięgiem obejmuje dużą część wysp Oceanii i Azji Południowo-Wschodniej. Większość z nich ma charakter ściśle lokalny, a 80% społeczeństwa jako językiem ojczystym posługuje się jednym z jedenastu najbardziej rozprzestrzenionych języków archipelagu – tagalskim, cebuańskim, ilokano, hiligaynon, bikolskim, waray-waray, kapampangan, pangasinan, maguindanao, maranao, tausug. Dodatkowo języki te pełnią funkcję lingua franca, aczkolwiek w różnym zakresie. Najbardziej znaczące spośród języków Filipin mają rozwinięte piśmiennictwo i są wykorzystywane w środkach masowego przekazu.
Do nieaustronezyjskich języków Filipin należą: angielski, chiński (w tym kantoński) oraz hiszpański (dawny język urzędowy) i chavacano.